# Колбасково (село)
Колбасково (нем. Kolbitzow или Colbitzow, пол. Kołbaskowo) — село, находящееся в Полицком повете Западно-Поморского воеводства, в северно-западной Польше. Село расположено близко к границе с Германией. Село входит в состав гмины Колбасково. По состоянию на 2006 год в селе проживало 410 человек. До 1945 года входило в состав Германии.

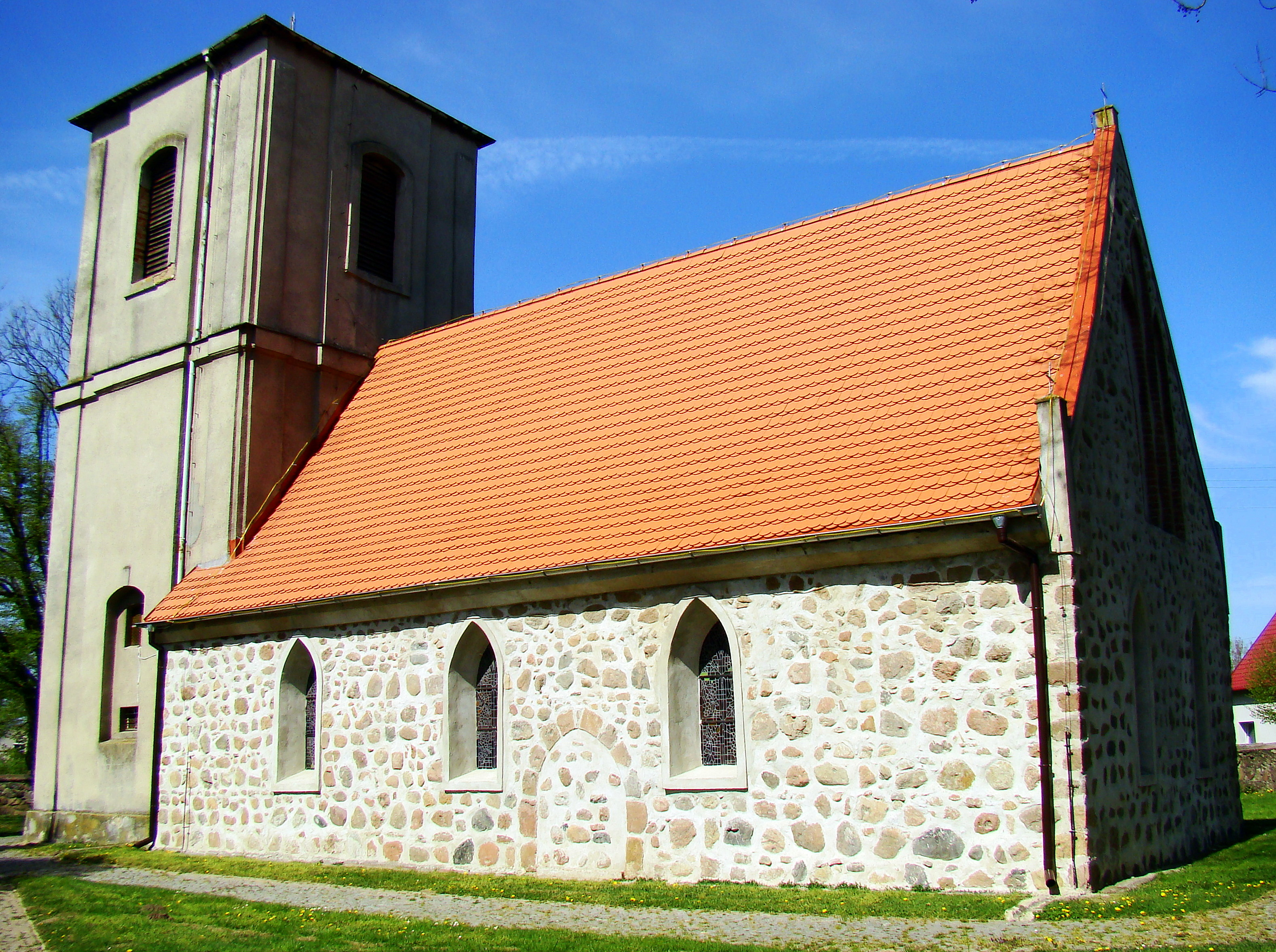
Церковь св. Троицы

## Достопримечательность
Местной достопримечательностью является церковь святой Троицы (XIII век), построенная в романском стиле из гранита.